# Joseph Martin Kraus
Joseph Martin Kraus   (Miltenberg, 20 de juny de 1756 - Estocolm, 15 de desembre de 1792) fou un compositor alemany-suec de l'època clàssica, mestre de capella a la cort del rei suec Gustau III de Suècia. i director de la Reial Acadèmia Sueca de Música. Era conegut com "el Mozart suec",i va tenir una vida molt similar a la de Mozart.

## Biografia

### Infantesa

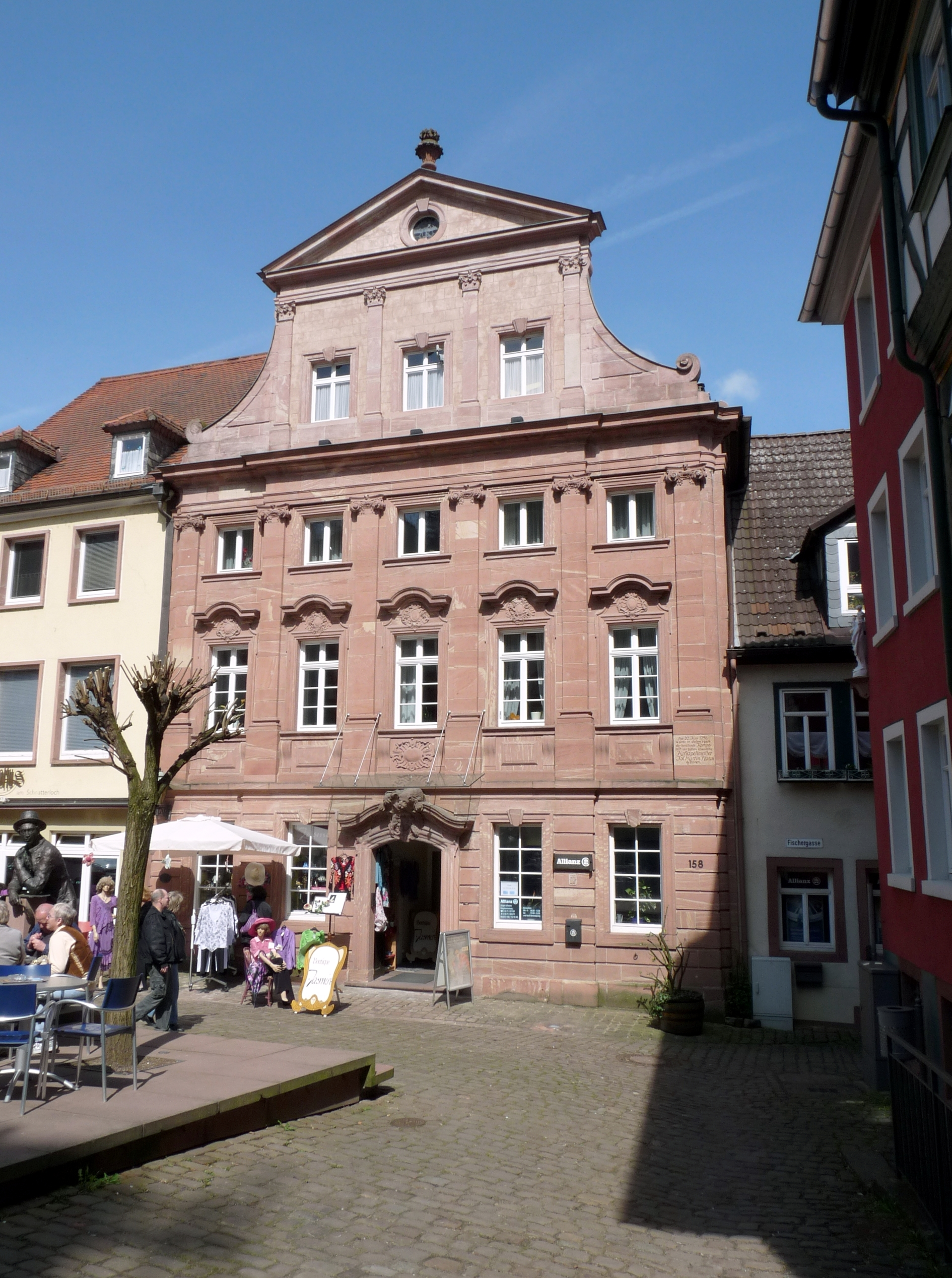
La casa de Miltenberg on va néixer

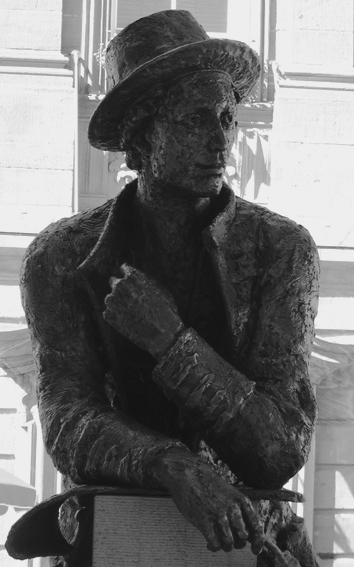
Monument a la seva ciutat natal de Miltenberg

Kraus va néixer a la ciutat alemanya de Miltenberg a Francònia, fill de Joseph Bernhard Kraus, secretari comarcal a l'Arquebisbat de Magúncia i Anna Dorothea Schmidt. La família del seu pare, originària d'Augsburg, tenia un petit restaurant a Weilbach, a prop d'Amorbach, mentre que la seva mare era filla del mestre d'obres de Miltenberg, Johann Martin Schmidt. Van tenir 14 fills, dels quals set van morir a la infantesa; Marianne Kraus era germana de Joseph.
Després d'una breu estada a Osterburken, la família Kraus es va traslladar el 1761 a Buchen (a l'Odenwald), on Joseph Bernhard Kraus va trobar feina com a secretari. Joseph Martin Kraus va començar la seva educaciò formal allà. Els seus primers professors de música van ser el rector de l'Escola Llatina de Buchen, Georg Joseph Pfister (1730-1807), i el cantor Bernhard Franz Wendler (1702-1782), que li van donar sobretot classes de piano i violí. Kraus va mostrar el seu talent musical a una edat primerenca. Quan tenia 12 anys, es va inscriure al seminari de música i gymnasium dels jesuïtes a Mannheim, on va estudiar literatura i música alemanya i llatina. Allà va rebre una formació musical rigorosa, especialment en tècnica del violí, i formació filològica de pare Alexander Keck (1724-1804) i el pare Anton Klein (1748-1810).

### Estudis
Els pares de Kraus desitjaven que es matriculés com a estudiant de dret a la Universitat de Magúncia el 1773. Tot i això, no estava satisfet amb la situació a la universitat, i fins i tot va publicar una sàtira. Després d'un any, es va presentar a la Universitat d'Erfurt, on també va poder estudiar música. Tant la música catòlica com la protestant (luterana) florien a Erfurt, amb una rica tradició musical. Kraus aviat va descuidar els seus estudis de dret i es va centrar plenament en la música i la literatura.
Un judici de difamació contra el seu pare el va obligar a interrompre els seus estudis durant un any i a tornar a Buchen. Va passar el seu temps escrivint la seva tragèdia de tres actes  Tolon  i diverses obres musicals per a l'església de la ciutat de St. Oswald, inclòs un Te Deum en re major i el motet Fracto Demum Sacramento, també en re major.Després d'aquesta pausa d'un any, va continuar els seus estudis de dret a la Universitat de Göttingen. Tot i que el Göttinger Hainbund (el grup de poetes alemanys que va florir el 1772-74) ja no existia, Kraus se sentia molt atret per les idees d'aquest grup de poetes joves que es van dedicar gairebé fanàticament a Friedrich Gottlieb Klopstock. En aquest període Kraus va compondre un llibre recentment redescobert de 19 poemes titulat Versuch von Schäfersgedichten. Es va implicar cada cop més amb el moviment Sturm und Drang, que va influir tant en la seva escriptura com en la seva música.

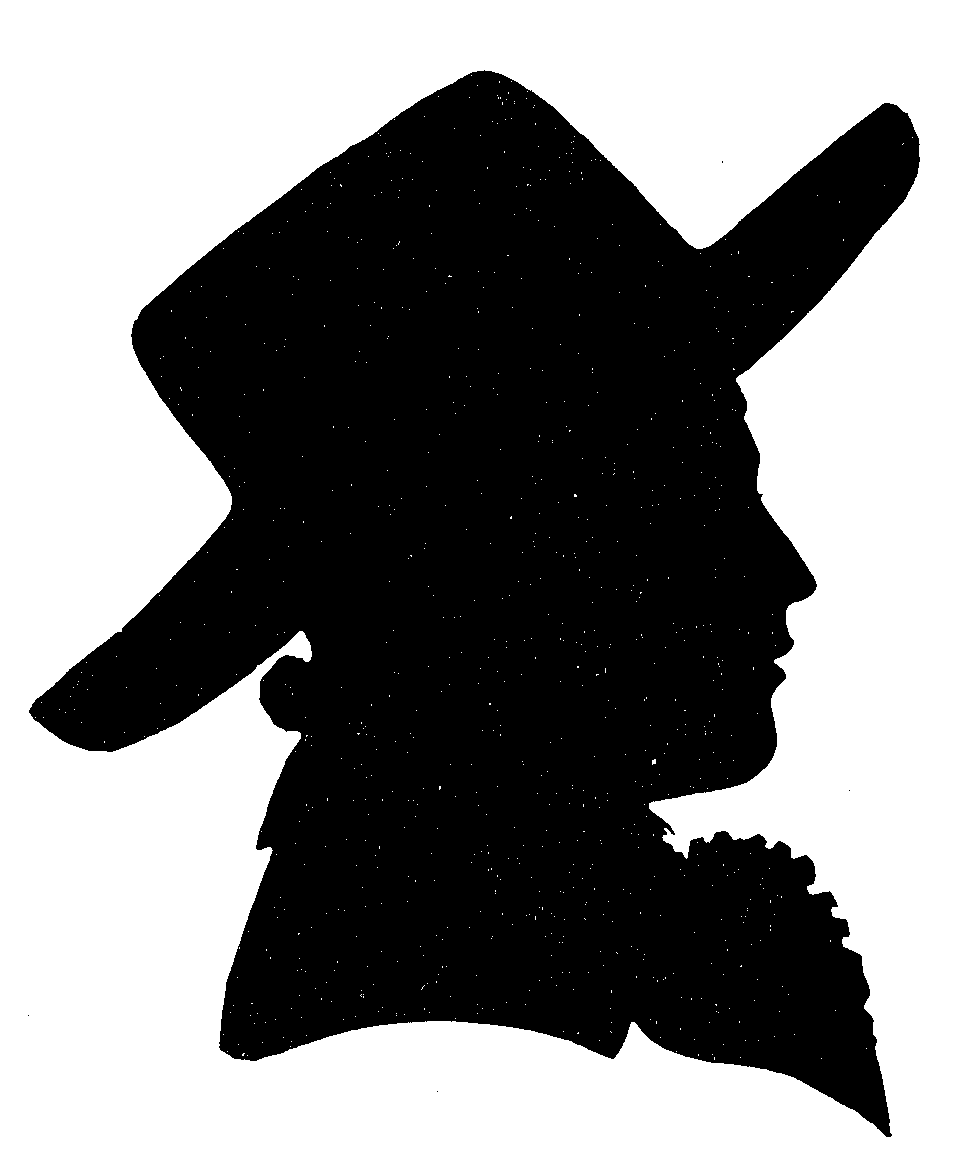
Silueta de Joseph Martin Kraus de la seva època a Göttingen

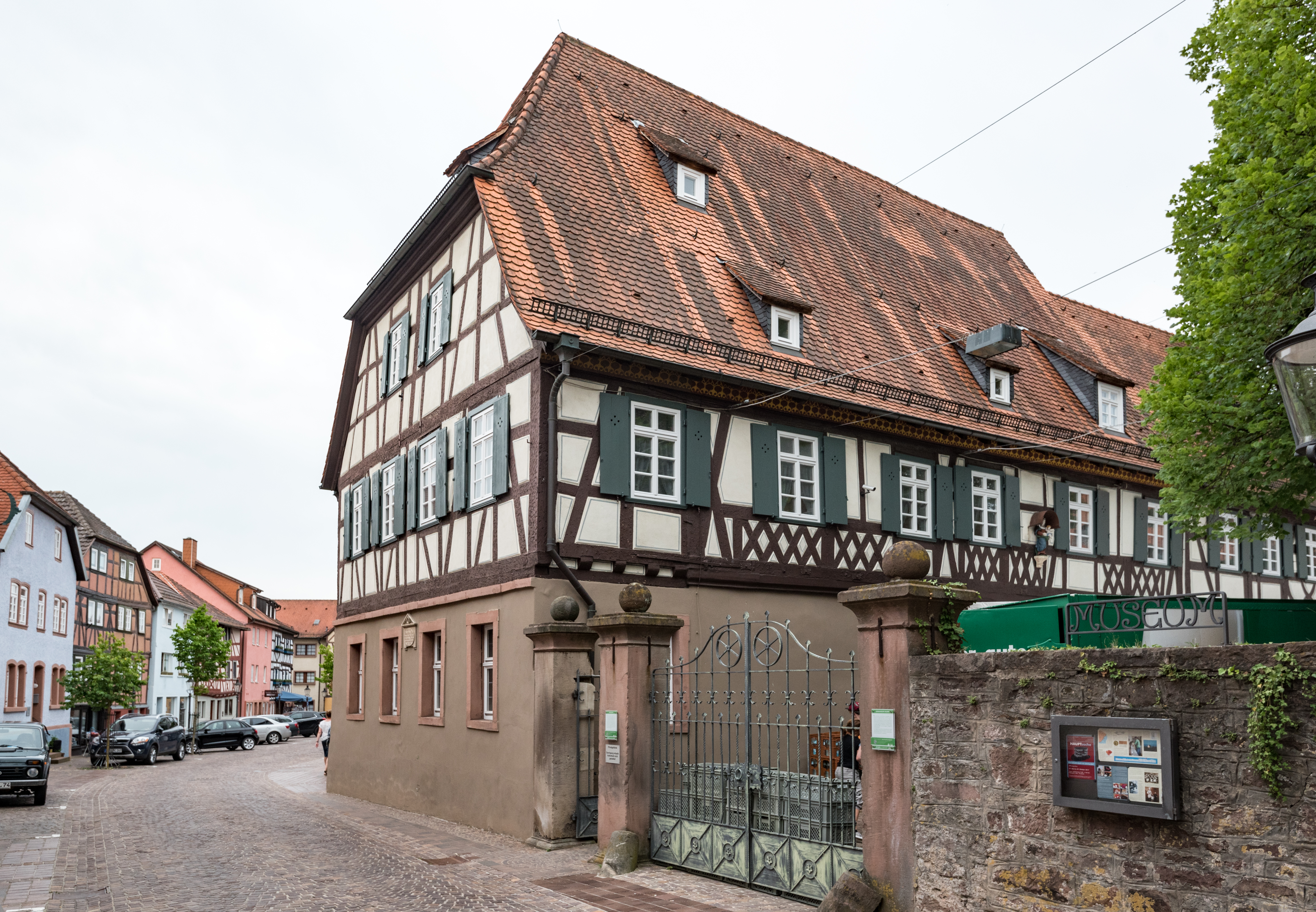
Trunzerhaus, antic celler oficial de Buchen (Odenwald)

El 1775, als dinou anys, Kraus va escriure el seu rèquiem, una de les seves primeres composicions. No hi ha manera de saber amb certesa si el jove Kraus va ser induït a compondre aquest gènere de música d'església per motius personals, o si la seva elecció podria haver estat influenciada per la seva atracció per Sturm und Drang. L'obra està plena de força dramàtica i d'idees originals, atrevides.
Després del rèquiem van arribar dos oratoris: Der Tod Jesu i Die Geburt Jesu (perdut), i el tractat musical Etwas von und über Musik: fürs Jahr 1777 (Alguna cosa sobre la música: per a l'any 1777; Frankfurt am Main 1778).
L'oratori Der Tod Jesu difereix dels oratoris de molts altres compositors perquè Kraus va escriure tant la música com el text. Com a llibretista, Kraus va mostrar una sèrie d'escenes que abastaven tot l'espectre de les emocions humanes, des del dolor i la por fins a l'alegria. L'obra correspon plenament a una pregunta retòrica que ja es va plantejar al tractat de Kraus Etwas von und über Musik:
"La música de l'església no hauria de ser majoritàriament per al cor?". 

("Soll die Musik in den Kirchen nicht am meisten fürs Herz sein?")
Durant la seva estada a Göttingen, Kraus havia fet amistat amb un company d'estudis suec, Carl Stridsberg, que el va convèncer perquè l'acompanyés a Estocolm per sol·licitar un càrrec a la cort del rei Gustau III.

### A la cort sueca
Kraus es va traslladar a Estocolm el 1778, quan encara no tenia vint-i-dos anys. Els seus primers anys no van ser fàcils, i més d'una vegada es va plantejar tornar a casa. El seu avenç va arribar només quan es va estrenar l'òpera Proserpin el 1781. Kraus va ser nomenat segon mestre de capella, rebé del rei Gustau III de Suècia. un salari anual de 300 ducats i va ser enviat en un viatge per Europa per conèixer els teatres europeus, que va iniciar el 7 d'octubre de 1782. En aquest viatge, que el va dur a través de Dresden, Leipzig, Erfurt, Würzburg i Ratisbona amb un desviament per veure els seus pares a Viena. Va conèixer, entre d'altres, Roman Hofstetter, l'emperador Josep II, Joseph Haydn, Christoph Willibald Gluck i Antonio Salieri, Johann Georg Albrechtsberger i el príncep Miklós József Esterházy de Galántha. És possible que també conegués Mozart perquè tots dos eren francmaçons. Kraus fou membre de la lògia Zur gekrönten Hoffnung a Viena.
És en aquesta gira on es va originar la part principal de la seva música de cambra i de les seves obres simfòniques. La primera publicació compositiva de Kraus, els sis quartets de corda Op. 1, dedicats a Gustau III, foren publicats el 1784 per l'editor Johann Julius Hummel (Berlín / Amsterdam).Algunes simfonies, interpretades a les corts de Regensburg o Esterháza, aparegueren sota altres noms a les impressions parisenques el 1787 i el 1788; altres foren escrites a mà a tot Europa per l'editor i copista vienès Johann Traeg.
Durant el viatgevia Trieste i Venècia cap a Bolonya, el compositor Giovanni Battista Martini va disposar que l'artista Antonio Pomarolli li fes un retrat. Junt amb el rei Gustau III, amb qui es va trobar al camí, va viatjar a Roma per veure al papa Pius VI. Posteriorment, va arribar a París via Nàpols, on va romandre dos anys. Després d'un viatge a Londres, on va participar en les celebracions de la Handel Commemoration, es va trobar amb els seus pares i germans una última vegada l'agost de 1786 abans de tornar a Estocolm.
A Suècia, on fou nomenat "Ordinarie Capellmästare" i director de la Reial Acadèmia de Música el 1787, les seves funcions incloïen la reorganització de la música i el teatre, a més de la composició de noves obres. Es va fer bon amic de Carl Michael Bellman i junts van escriure, entre altres coses, la cantata Fiskarstugan (1792) i la cançó d'homenatge Mozarts död ("La mort de Mozart" (1792). L'obra Dido i Enees, basada en l'obra de Kellgren Aeneas i Carthago ("Enees a Cartago"), que va ser escrita amb motiu de la inauguració del nou teatre d'òpera, i representada només set anys després de la seva mort, és considerada la seva obra més gran; té una durada d'unes cinc hores en tota la seva extensió. És gegantina, amb àries, duets, conjunts, marxes, cors i ballets i pot ser vist com una òpera prewagneriana. Es va representar, entre d'altres al Teatre Estatal de Stuttgart el 2006.

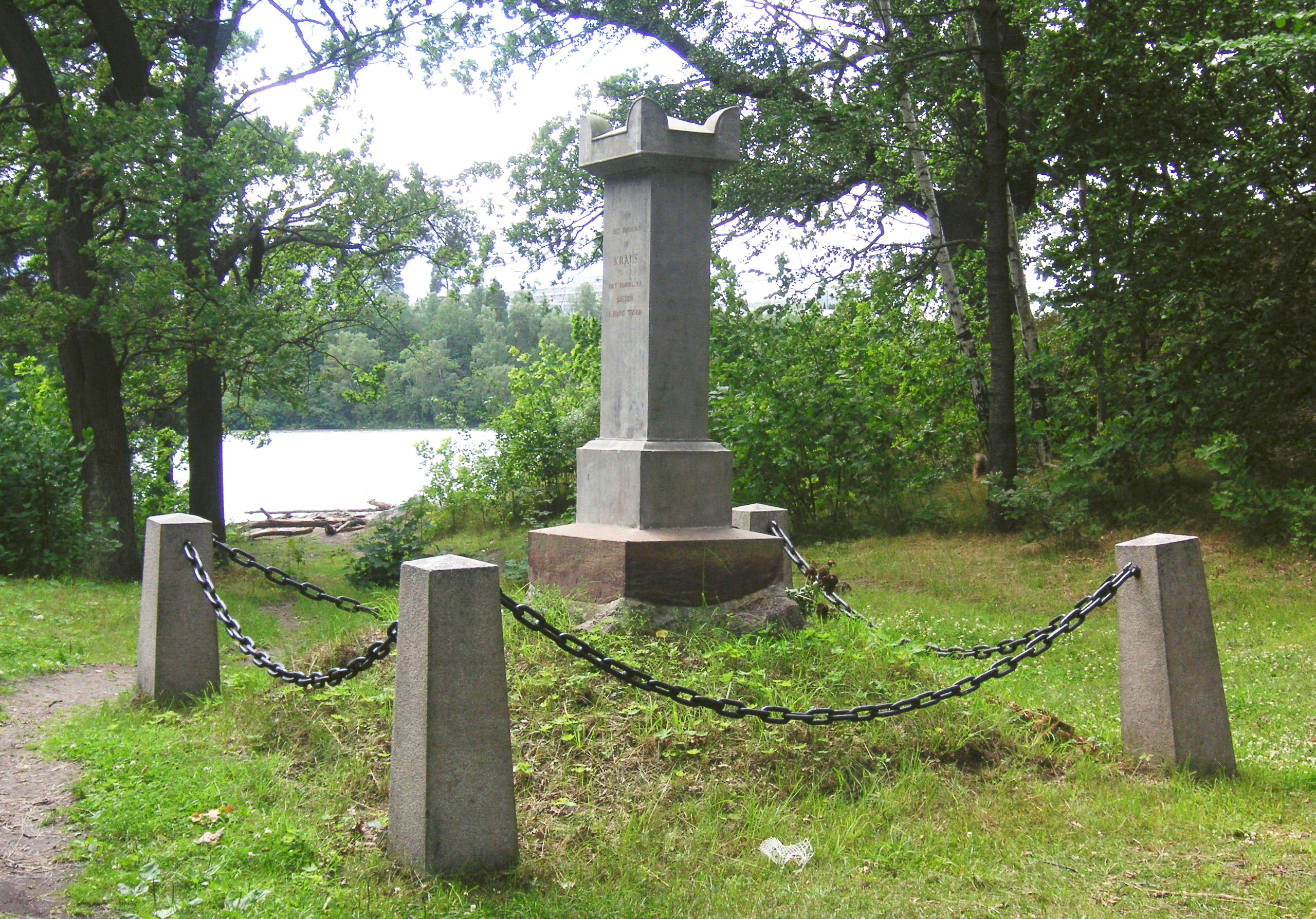
Tomba de Joseph Martin Kraus a Brunnsviken, Suècia

El 16 de març de 1792 Gustau III va rebre un tret durant una mascaradaen presència de Kraus, la qual cosa causà la mort del rei pocs dies després. Les últimes obres de Kraus inclouen la Symphonie funèbre i la Cantata fúnebre, creades amb motiu del servei funerari per a Gustau III. Amb diverses àries, conjunts, cors i dos moviments instrumentals extensos, interpretats per 104 participants, formen una de les músiques funeràries més completes de l'època.
Es diu que Kraus va quedar tan commocionat per la mort del seu rei, que després d'haver escrit l'estrena de la Symphonie funèbreva emmalaltir greument i no es va recuperar mai d'aquest esforç. Va morir de tuberculosi. Les restes de Kraus són enterrades a la península de Tívoli al llac Brunnsviken, al nord d'Estocolm. El 1846 es va erigir un monument sepulcral amb la següent inscripció: Här det jordiska af Kraus, det himmelska levfer i hans toner („Heus ací el (cos) terrenal de Kraus, el celestial viu als seus sons“). Ell mateix havia desitjat ser enterrat allà, ja que sovint caminava i gaudia de la zona i les seves vistes.

## Producció musical

### Obres
Bertil H. van Boerdivideix la música sacra de Kraus en dos períodes. El primer, del 1768 al 1777, inclou la música de Kraus escrita com a catòlic romà per als serveis catòlics. Per al segona, de 1778 a 1790, Kraus era encara catòlic, però va escriure música per als serveis luterans. A banda dels curts himnes i corals, a Suècia no hi havia gaire ús per a la música sacra. També hi havia un debat sobre el paper que hauria de jugar la música a l'església, i Kraus va participar en aquell debat escrivint tres articles sobre el tema al Stockholms Posten.
Existeixen dos catàlegs diferents de la música de Kraus, un de Karl Schreiber, Verzeichnis der Musikalischen Werke von Jos. Kraus's que dona a cada composició un número A, i Die Werke von Joseph Martin Kraus: Systematisch-thematisches Werkverzeichnis, que dona a cada composició un número VB, amb numeracions a la 2a edició (1998).
Bertil van Boer va editar edicions modernes per a Artaria Editions,va enregistrar en quatre volums de Naxos Recordsel conjunt complet de simfonies de Kraus i també va escriure les notes del programa per a aquests discos, així com l'article sobre Kraus al Grove Dictionary of Music and Musicians. El volum 1 va guanyar el premi clàssic de Cannes el 1999, mentre que el volum 2 inclou enregistraments mundials de tres de les simfonies de Kraus. L'orquestra Concerto Köln va guanyar diversos premis pels seus enregistraments en instruments d'època de les simfonies completes de Joseph Martin Kraus.

### Estil musical
La música de Kraus es caracteritza pels contrastos dramàtics sobtats en el registre, caràcter, i el més sorprenent de tot, l'harmonia. Les seves habilitats contrapuntals eren de primer ordre, però el seu desenvolupament motiu no sembla tan avançat com el de Mozart o el de Haydn. En comparació amb altres contemporanis, els seus dons lírics són evidents.

### Simfonies de Kraus
Moltes de les simfonies de Kraus s'han perdut, o són atribuïdes a altres compositors. De les que són definitivament de l'autoria de Kraus, només en queden una dotzena. La majoria de les simfonies existents de Kraus són en tres moviments, sense minuet. La majoria estan escrites per a dos corns i cordes, moltes inclouen dues flautes i dos oboès, mentre que les posteriors també inclouen dos fagots i dos corns addicionals. El musicòleg Bertil van Boer identifica la Simfonia de Kraus en do sostingut menor com "una de les dues simfonies en aquesta clau escrites durant el segle XVIII". Més tard es va reelaborar en una clau més "manejable" com la Simfonia en do menor VB 142.
Encara es discuteix si la simfonia dedicada a Haydn era la Simfonia en re major VB 143 o la Simfonia en do menor VB 142. La clau menor i l'estat d'ànim de la Simfonia VB 142 semblen recordar el període Sturm und Drang de Haydn cap al 1770, comparable amb les seves obres anteriors en clau menor, tot i que es basa en les primeres mesures de l'obertura de Gluck a Iphigénie en Aulide. En qualsevol cas, Haydn tenia una opinió molt elevada de l'obra.i la considerava una obra mestra de la seva època. En la mateixa línia, Haydn, parlant de Kraus, el recordaria més tard com 
| « | Un dels majors genis que he conegut. | » |

I lamentaria la seva desaparició com
| « | Una pèrdua insubstituïble del nostre art. | » |

### Concert de viola de Kraus
Kraus va escriure dos concerts per a viola perduts o atribuïts a altres compositors durant la seva vida. El Concert en do major fou atribuït a Roman Hoffstetter, i recentment s'ha descobert que ambdues obres eren composicions de Kraus, i han estat enregistrades professionalment per David Aaron Carpenter.() Els dos concerts de viola de Joseph Kraus i el seu concert per a viola, violoncel i orquestra es troben en un CD Ondine (ODE 1193-2), que té una durada de 61 minuts.

### Música de cambra
La música de cambra de Kraus inclou quartets, sonates per a solista i sonates per a violí i piano.